# Benny Urquidez
Benny Urquidez (condado de Los Ángeles, Estados Unidos, 20 de junio de 1952) es un boxeador y luchador estadounidense en varias disciplinas, coreógrafo de artes marciales y actor. 

## Carrera
Apodado The Jet, y proveniente de una familia de luchadores y artistas marciales, Urquidez se inició en las artes marciales aprendiendo kenpo y más tarde kárate estilo Shotokan. Fue pionero en la lucha de Full Contact en los Estados Unidos. Hizo la transición de kárate de contacto puntual a kárate de contacto completo en 1974, el año de su inicio en los EE. UU. Participó en muchos combates con reglas ambiguas y contrastes de estilos muy marcados. También es famoso por haber  logrado seis títulos mundiales en cinco divisiones de peso diferentes, y se mantuvo prácticamente invicto en sus 27 años de carrera. Su única derrota fue en un combate de Muay Thai muy controvertido, ya que Urquidez solo había aceptado una exhibición sin decisión, lo que se ignoró al finalizar la pelea.
Entre 1974 y 1993 su registro documentado fue 49-1-1 (victorias-derrotas-empates) con 35 K. O.s, aunque otras fuentes varíen. La revista Ratings da 63-0-1 (57 K. O.s) y en su propia página web oficial, Urquidez da 200-0, con 63-0 (57 K. O.s) en las defensas de los títulos. Además, afirma haber sido invicto en la "División de Cinturón Negro Adulto" antes de ingresar al karate de contacto completo. La revista Black Belt nombró a Urquidez "Competidor del año" en 1978.
Ocasionalmente ha sido actor de cine, sobre todo en películas de acción de los años 80 y 90, con Jackie Chan y Jean Claude Van-Damme.

## Origen familiar y primeros años
Urquidez nació en el condado de Los Ángeles, de madre luchadora y padre boxeador. Es de origen español y mexicano, con algo de sangre Pie Negro. Urquidez y su esposa son parte de la tribu de los Pies Negros.
Benny comenzó a competir en 1958, a la edad de cinco años, en el boxeo "peewee" y en lucha en Los Ángeles. Su instrucción en artes marciales comenzó cuando tenía siete años; su primer maestro formal fue Bill Ryusaki. Urquidez fue cinturón negro a la edad de 14 años, algo muy inusual en la década de 1960. Sus hermanos también alcanzaron la categoría de cinturón negro. Su hermana Lilly Rodríguez fue una pionera del kickboxing femenino.

## Comienzos
Empezó en la competición sin contacto en 1964 y cogió fama de luchador pintoresco. En el Santa Mónica Kenpo Open de 1972, Urquidez perdió en la final ante Brian Strian. En los Internationals de 1973, luchó contra John Natividad en lo que se considera uno de los combates más grandes sin contacto en la historia. En un combate de prórroga sin precedentes a 25 puntos, Natividad ganó el combate por 13-12, recibiendo el Gran Título y la bolsa de 2.500 dólares. En mayo de 1974, en el Torneo PAWAK, Urquidez perdió por una votación de 4-1 ante Joe Lewis. Compitió en Inglaterra y Bélgica como miembro del equipo nacional de Ed Parker (quien le enseñó movimientos y principios del Kenpo y habría de ser unos de sus principales padrinos). Todavía en 1974, empezó a alejarse del estilo sin contacto al apuntarse y ganar el Campeonato Mundial de las Series de Artes Marciales, de hecho una competición de tipos duros con pocas reglas. En las dos décadas siguientes, luchó en varias organizaciones de kickboxing (NKL, WPKO, Professional Karate Association (PKA), World Kickboxing Association (WKA), AJKBA, Shin-Kakutojutsu Federation, NJPW and MTN), para acumular un registro de 58 victorias sin ninguna derrota. Este registro, aunque oficial, es muy controvertido.

## Títulos y premios
- Mundial Kickboxing Liga W.K.L - Hall of Fame 2013
- Revista Black Belt
  - 1978 Competidor del Año
- KATOGI
  - KATOGI super-Ligero (hasta 63,6 kg) campeón mundial (0 defensas de título - vacante): 1978
- Muay Thai Bond Nederland
  - M.T.B.N. welterweight (hasta 66 kg) campeón mundial (0 defensas de título - vacante): 1984
- National Karate League
  - N.K.L. Ligero (hasta 70,5 kg) campeón mundial (3 defensas de título - vacante): 1974-1975
- Professional Karate Associationl
  - P.K.Un. Ligero (hasta 65,9 kg) campeón mundial (2 defensas de título -  vacante): 1976-1977
- STAR System World Kickboxing Ratings
  - S.T.Un.R. undisputed welterweight (hasta 66.8 kg) campeón mundial: 1985
  - S.T.Un.R. undisputed super-welterweight (hasta 70.5 kg) campeón mundial: 1974
- World Kickboxing Association
  - W.K.Un. super-welterweight (hasta 70 kg) campeón mundial (0 defensas de título - vacante): 1993
  - W.K.Un. welterweight (hasta 66,8 kg) campeón mundial (0 defensas de título - vacante): 1985
  - W.K.Un. super-Ligero (hasta 64,5 kg) campeón mundial (14 defensas de título -  vacante): 1977-1985 Una de las defensasfue para el título mundial ligero (hasta 65,9 kg) de W.K.A., pero los límites de peso se redefinieron posteriormente.
- World Professional Karate Organization
  - W.P.K.O. Ligero (hasta 65,9 kg) campeón mundial (0 defensas de título): 1975
- World Series of Martial Arts Championships
  - W.S.M.Un.C. Ligero (hasta 79,5 kg) campeón mundial (4 defensas de título - vacante): 1975-1976
  - W.S.M.Un.C. openweight (unlimited Peso) campeón mundial (1 defensas de título - vacante): 1974-1976

## Registro en kickboxing
El registro que sigue a continuación es el registro profesional documentado de Benny Urquidez de la página web S.T.A.R.. Se cree que tiene además 11 combates sin documentar, con 10 victorias por K. O. y un empate.
Muchos expertos y analistas de artes marciales han opinado que en una pelea entre Bruce Lee y  Urquidez, el vencedor habría sido "The Jet" Urquidez. [cita requerida]